# HD 139478
HD 139478，又名BD+52 1886，SAO 29589、HR 5817，是一颗恒星，视星等为6.74，位于銀經83.44，銀緯50.49，其B1900.0坐标为赤經15h 33m 15.9s，赤緯+52° 50.49′ 51″。